# Stanislaw Rylko
Stanisław Marian Ryłko (nascut el 4 de juliol de 1945) és un cardenal polonès de l'Església Catòlica. Actualment serveix com a President del Consell pontifici per als Laics i va ser elevat al Col·legi cardenalici el 2007 per Benet XVI.

## Biografia
Stanisław Ryłko va néixer a Andrychów. Es graduà al Lyceum Maria Skłodowska-Curie de d'Andrychów el 1963 abans d'ingressar al seminari de Cracòvia, obtenint la seva llicència en teologia moral. Rylko amplià estudis a la Pontifícia Universitat Gregoriana, on va obtenir el doctorat en ciències socials. Va ser ordenat prevere pel cardenal Karol Wojtyła el 30 de març de 1969 a la catedral de Wawel, i va fer tasca pastoral a Poronin fins a 1971.
Rilko exercí com a vice-rector del seminari de Cracòvia abans d'ensenyar teologia pràctica a l'Acadèmia Pontifícia de Teologia de Cracòvia. Va ser secretari de la comissió de l'apostolat laic de la Conferència Episcopal Polonesa. El 1987 tornà a Roma i va encarregar-se de la secció de la Joventut del Consell pontifici per als Laics; durant aquest període organitzà les Jornades Mundials de la Joventut de 1989 i 1991. El 1992 va ser traslladat a la secció polonesa del la Secretaria d'Estat de la Santa Seu.

### Bisbe
El 20 de desembre de 1995, Ryljo va ser nomenat secretari del Consell Pontifici pels Laics i bisbe titular de Novica pel Papa Joan Pau II. Rebé la consagració episcopal el 6 de gener de 1996 del mateix Joan Pau II, amb els arquebisbes Giovanni Re i Jorge Mejía servint com a co-consagradors a la basílica de Sant Pere. Com a Secretari, Rylko servi com el segon màxim funcionari del dicasteri, successivament sota Eduardo Francisco Pironio i James Stafford.
Posteriorment va ser nomenat President del Consell Pontifici pels Laics el 4 d'octubre del 2003. En morir Joan Pau II el 2 d'abril de 2005, Rylko i tots els alts funcionaris de la Cúria, d'acord amb la tradició, automàticament va perdre el seu càrrec durant el període de sede vacante; sent confirmat al seu càrrec pel Papa Benet XVI el 21 d'abril següent.

### Cardenal
El Papa Benet XVI el creà Cardenal diaca del Sacro Cuore di Cristo Re al consistori del 24 de novembre de 2007. Riljo pot participar en qualsevol conclave que se celebri fins a complir els 80 anys el 4 de juliol de 2025.
L'11 de maig, en qualitat de president del Consell Pontific pels Laics, signà l'aprovació definitiva dels estatus del Camí Neocatecumenal; i el 8 de desembre de 2010 signà els de la Comunitat Nous Horitzons, fundat per Chiara Amirante el 1993
El 12 de juny de 2009, a més de les seves tasques, el Papa Benet XVI el nomenà membre de diverses congregacions de la Cúria: les per a les Causes dels Sants i per als Bisbes, així com per a la Comissió Pontifícia per a Amèrica Llatina. El 5 de gener de 2011 va figurar entre els primers membres del recent creat Consell Pontifici per a la Promoció de la Nova Evangelització.
A més del polonès, el cardenal Rylko parla italià, anglès i alemany.

## Opinions

### Relacions amb el món secular
El cardenal Rylko ha dit que ha arribat el moment que els cristians s'alliberin del complex d'inferioritat fals contra l'anomenat "món secular", per a ser deixebles valents de Crist.

## Honors
Gran Oficial de l'orde Polònia Restituta - 2009
 Gran Creu al Mèrit amb Placa i Cordó de l'orde al Mèrit d'Alemanya